# Дезидери, Освальдо
Осва́льдо Дезиде́ри (итал. Osvaldo Desideri; 16 февраля 1939, Рим, Королевство Италия — 18 октября 2023, Рим, Италия) — итальянский художественный руководитель, художник-постановщик и декоратор кино. Лауреат «Оскара» за лучшую работу художника-постановщика за работу над фильмом «Последний император».

## Биография
Дезидери родился в Риме 16 февраля 1939 года. Его детство прошло в Риме, в Борго Пио, в двух шагах от собора Святого Петра.
Во время войны его семья переехала в Марке, где он провёл детство и юность, получив диплом технического специалиста. Позднее Освальдо вернулся в столицу для работы в киноиндустрии.
Первым шагом в мир кинематографа стало моделирование обуви для съёмок фильма «Клеопатра», которую изготовлял его дядя, поставщик обуви для крупных кинопроизводств.
Он начинал как помощник художника-постановщика, вместе с Фердинандо Скарфьотти трудился на съёмках «Смерти в Венеции» Лукино Висконти и «Аванти!» Билли Уайлдера.
На протяжении многих лет он сотрудничал со многими известными мастерами, такими как Бернардо Бертолуччи,  Витторио Стораро, Микеланджело Антониони, Пьер Паоло Пазолини, Федерико Феллини, Лилиана Кавани, Серджо Леоне, Роберто Росселлини, Франко Дзеффирелли, Этторе Скола, Марио Моничелли, Джузеппе Торнаторе, Карло Вандзина, Луиджи Коменчини, Роберто Бениньи, братья Тавиани, Руджеро Деодато и другими.
Умер 18 октября 2023 года в Риме.

## Семья
- Жена (1993 ─ 2023) ─  Ева Дезидери (в девичестве ─ Ewa Maria Dejna), итальянский архитектор и художник-постановщик, более 30 лет проработавшая вместе с мужем в кинематографе[5].

## Фильмография
| Год  |    | Русское название            | Оригинальное название               | Роль                           |
| ---- | -- | --------------------------- | ----------------------------------- | ------------------------------ |
| 1970 | ф  | Конформист                  | Il conformista                      | ассистент художника-декоратора |
| 1971 | ф  | Смерть в Венеции            | Morte a Venezia                     | ассистент художника-декоратора |
| 1971 | тф | Певичка                     | Tre donne - La sciantosa            | художник-декоратор             |
| 1972 | ф  | Аванти!                     | Avanti!                             | ассистент арт-директора        |
| 1974 | ф  | Ночной портье               | Il portiere di notte                | художник-декоратор             |
| 1974 | ф  | Боже мой, как низко я пала! | Mio Dio, come sono caduta in basso! | художник-декоратор             |
| 1975 | ф  | Профессия: репортёр         | Professione: reporter               | художник-декоратор             |
| 1975 | ф  | Сало, или 120 дней Содома   | Salò o le 120 giornate di Sodoma    | художник-декоратор             |
| 1975 | тф | Фантоцци                    | Fantozzi                            | художник-декоратор             |
| 1976 | ф  | Тодо модо                   | Todo modo                           | художник-декоратор             |
| 1977 | ф  | Новые чудовища              | I nuovi mostri                      | ассистент арт-директора        |
| 1977 | ф  | По ту сторону добра и зла   | Al di là del bene e del male        | художник-декоратор             |
| 1980 | ф  | Я и Катерина                | Io e Caterina                       | художник-декоратор             |
| 1984 | ф  | Однажды в Америке           | Once Upon a Time in America         | художник-декоратор             |
| 1984 | ф  | Остаётся лишь плакать       | Non ci resta che piangere           | художник-декоратор             |
| 1986 | ф  | Каморрист                   | Il camorrista                       | арт-директор                   |
| 1987 | ф  | Последний император         | The Last Emperor                    | художник-постановщик           |
| 1988 | ф  | Молодой Тосканини           | Il giovane Toscanini                | декоратор интерьера            |
| 1990 | ф  | И свет во тьме светит       | Il sole anche di notte              | художник-декоратор             |
| 1990 | ф  | Рождественские каникулы-90  | Vacanze di Natale '90               | художник-постановщик           |
| 1999 | с  | Под небом Африки            | Sotto il cielo dell'Africa          | художник-декоратор             |
| 1999 | ф  | Фантоцци 2000: Клонирование | Fantozzi 2000 - La clonazione       | художник-декоратор             |
| 2007 | тф | Человек милосердия          | L'uomo della carità                 | художник-декоратор             |
| 2008 | с  | Артемизия Санчес            | Artemisia Sanchez                   | художник-декоратор             |